# Xanthorhoe incognita
Xanthorhoe incognita är en fjärilsart som beskrevs av W. Warren 1898. Xanthorhoe incognita ingår i släktet Xanthorhoe och familjen mätare. Inga underarter finns listade i Catalogue of Life.